# Chulpan Khamatova
Chulpan Nailevna Khamatova PAR (em russo: Чулпа́н Наи́левна Хама́това) (Kazan, 1 de outubro de 1975) é uma atriz e filantropa russa.

## Início
Nascida em Kazan, na antiga União Soviética, filha de dois engenheiros, sendo o seu pai o dono da própria firma onde trabalhava. Chulpan começou por estudar matemática e economia antes de perceber que a sua paixão era a representação. Tempos depois, decidiu seguir esse sonho começando o seu percurso académico na Universidade de Moscovo e terminado na Academia de Artes da Rússia.
Chulpan é fluente em russo, alemão, inglês, e português.

## Carreira
Khamatova filmou bastantes filmes alemães bem como inúmeros filmes e séries de TV russas. É conhecida internacionalmente por Adeus Lenine! (2003), interpretando Lara, a namorada do protagonista e a enfermeira de sua mãe.
Chulpan fez parte de um grupo de 6 jurados, liderados por Catherine Deneuve, no Festival Internacional de Cinema de Veneza em 2006.
Em Portugal, Chulpan destacou-se pela participação no filme América (filme) interpretando a mãe do ator português Manuel Custódia e a esposa de Fernando Luís.

## Atividade Social
Chulpan Khamatova é conhecida pelas suas atividades sociais, arrastando sobretudo a atenção do público para crianças vitimas de cancro. Em 2005, Dina Korzun e Chulpan Khamatova organizaram o concerto "Dá-me Vida" no palco do Teatro de Sovremennik para ajudar crianças com doenças hematológicas. Em 2006 Chulpan tornou-se na co-fundadora do fundo de caridade Dádiva da Vida (Подари жизнь), que ajuda crianças que sofrem de doenças oncológicas e hematológicas. No verão de 2009, o fundo arrecadou e enviou para o tratamento dessas mesmas doenças mais de 500 milhões de rublos. No dia 7 de fevereiro de 2014, Chulpan foi uma das oito pessoas que tranportaram a Bandeira Olímpica para a cerimónia de abertura dos Jogos Olímpicos de Inverno de 2014 em Sochi.

## Familía
Khamatova foi casada com o ator e compositor russo Ivan Volkov entre 1995 e 2002. No ano de 2003, começou a namorar com o dançarino Aleksei Dubin.
Desde 2009 que Chulpan está casada com o ator e diretor russo Alexander Shein. Chulpan tem 3 filhas: Arina, Asya e Iya.

## Cinema
- Strana Glukhikh (1998)
- Vremya Tantsora (1998)
- Luna Papa (1999)
- Tuvalu (filme) (1999)
- The Christmas Miracle (2000)
- Inglaterra(2000)
- Lvinaya Dolya (2001)
- Viktor Vogel - Commercial Man (2001)
- Adeus Lenine! (2003)
- Dressirovshchitsa Kurits (2003)
- Hurensohn (2004)
- 72 metra (2004)
- Children of the Arbat (2004)
- Garpastum (2005)
- Grecheskiye Kanikuly (2005)
- A Queda do Império (2005)
- Midsummer Madness (2006)
- Ellipsis (2006)
- Mechenosets (2006)
- Doutor Jivago (série) (2006)
- Midsummer Madness (2007)
- América (filme) (2010)
- Tower (2010)
- House of the Sun (2010)
- Dostoevskiy (2011) (série)
- Katya  (2011) (curta metragem)
- From Tokyo (2011) (curta metragem)
- Garegin Nzhdeh (2013)
- Studio 17 (2013)
- Under Electric Clouds (2015)

## Teatro
- 1995 — «Young Robinson Dreams» O. Mikhailov (Pyatnitsa)
- 1995 — «Fanta-Infanta» S. Prokhanov (Fanta)
- 1996 — «The pose of the emigrant» G. Slutski (Katya)
- 1997 — «Celebration» B. Slend (Sanny)
- 1999 — «Three Comrades» E. M. Remarque (Patricia Holman)
- 2000 — «The Diary of Anne Frank» F. Gudrich, A. Hakket (Anne Frank)
- 2001 — «Three Sisters» G. Volchek (Irina)
- 2003 — «Mamapapasinsobaka» («Mãe & Pai & Filho & Cão») B.Srblanovich (Andria)
- 2003 — «Twelfth Night» Shakespeare (Perchtoldsdofer Sommerspiele, Austria) (Viola)
- 2004 — «Thunderstorm» N. Chusova (Katerina)
- 2005 — «Naked Pioneer Girl» M. Kononov (Mashsa)
- 2006 — «Antony & Cleopatra. Version» O. Bogaev, K. Serebrennikov (Cleopatra)
- 2008 — «Three Sisters» (Masha)
- 2008 — «Shukshin Stories» A. Hermanis (9 papéis)
- 2009 — «Poor Liza» A. Sigalova, N. Simonov (Liza)
- 2011 — «Miss Julie» T. Ostermeier (Julie)
- 2011 — «Enemies: A Love Story» E. Arie (Mashsa)
- 2012 — «Slightly Out of Focus» E. Arie (Sarah)